# Мрежа школa јавне политике, послова и администрације
Мрежа школе јавне политике, послова и администрације (енгл. Network of Schools of Public Policy, Affairs, and Administration), позната по скраћеници енгл. NASPAA, је невладина организација са седиштем у Вашингтону. Она је међународна асоцијација акредитације школе јавне политике исто зване као школе јавне управе у универзитетима у САД и у иностранству. Такође је једина компанија коју призна Веће за акредитацију високог образовања (ВАВО) као акредитор магистарских програма јавне политике, јавних послова и јавне управе. Њена наведена мисија је да „обезбеди изврсност у образовању, тренира за јавну службу и промовише идеалне јавне службе“. Ова компанија такође је власница часне чете Пи Алфа Алфа.

## Историја и мисија
Основана 1970. године, НАСПАА служи као национални и међународни ресурс за промоцију изврсности у образовању за јавну службу. Њено институционално чланство укључује више од 280 универзитетских програма у Сједињеним Државама из области јавне управе, политике и управљања. НАСПАА је такође акредитатор својих школа чланица, настојећи да промовише квалитет образовања. Своје циљеве остварује кроз директне услуге својим институцијама чланицама и:
- Развијање и администрирање одговарајућих стандарда за образовне програме у области јавних послова преко свог Извршног већа и Комисије за ревизију и акредитацију;
- Представљање владама и другим институцијама циљева и потреба образовања за јавне послове и администрацију;
- Подстицање развоја курикулума и иновација и обезбеђивање форума за објављивање и дискусију о образовним стипендијама, праксама и питањима;
- Спровођење анкета које члановима и јавности пружају информације о кључним образовним питањима;
- Састанак са послодавцима ради промоције праксе и запошљавања студената и дипломаца;
- Предузимање заједничких образовних пројеката са стручним организацијама практичара;
- Сарадња са институтима и школама јавне управе у другим земљама кроз конференције, конзорцијуме и заједничке пројекте.

НАСПАА пружа могућности за међународно ангажовање за чланове НАСПАА, стављајући глобални нагласак на квалитет образовања и осигурање квалитета кроз низ умрежених међународних иницијатива, посебно Мрежа института и школа за јавну управу у централној и источној Европи (NISPAcee), Међуамеричка мрежа за образовање јавне управе (INPAE) и Грузијски институт за јавне послове (GIPA). Такође је укључен и на локалном нивоу, водећи пројектом за заштиту животне средине у малим заједницама, који повезује школе за јавне послове и локалне самоуправе око питања политике заштите животне средине, уз подршку Агенције за заштиту животне средине.
Године 2013. НАСПАА је променила име из Националне асоцијације школа за јавне послове и администрацију у Мрежу школа за јавну политику, послове и администрацију.